# Adolfo López Mateos
Adolfo López Mateos (ur. 26 maja 1910 w Atizapán de Zaragoza, zm. 22 września 1969 w Meksyku) – prezydent Meksyku w latach 1958-1964. Jego kadencja charakteryzowała się przyśpieszonym rozwojem gospodarczym kraju oraz kontynuacją reformy rolnej.
Z zawodu bibliotekarz i nauczyciel hiszpańsko-amerykańskiej literatury. Karierę polityczną rozpoczął od przedstawicielstwa Meksyku przy ONZ. W latach 1946–1952 był senatorem. Później został sekretarzem generalnym Partii Rewolucyjno-Instytucjonalnej. Jako minister pracy wyspecjalizował się w rozwiązywaniu sporów zbiorowych, dzięki jego zaangażowaniu udało się doprowadzić do zawarcia układu ze Stanami Zjednoczonymi regulującego kwestie obcej siły roboczej i imigracji.
W okresie jego rządów, PRI na krótko przesunęła się ponownie w lewą stronę. Nowy rząd rozdał obywatelom 12 milionów hektarów ziemi, wykupił udziały spółek zagranicznych w przemyśle (jednocześnie koniunktura gospodarcza przyciągała zagranicznych inwestorów), rozbudował system opieki socjalnej i medycznej oraz zapoczątkował budownictwo społeczne. Hasłem rządów Mateosa było zdanie: „Skłaniam się ku lewicy, lecz w ramach konstytucji”. Mimo poglądów wydalił ze związków zawodowych nauczycieli i kolejarzy ich dotychczasowe komunizujące przywództwo a do więzienia trafił działacz komunistyczny i artysta Juan Alfar Siqueiros.
Mimo oskarżeń o korupcję López w czasie swojej kadencji prezydenckiej wspierał wzmożony rozwój przemysłowy Meksyku, rozszerzył zakres reformy rolnej a także zapoczątkował kampanię walki z analfabetyzmem.

## Odznaczenia
- Wielki Mistrz Orderu Orła Azteckiego – ex officio
- Wielki Łańcuch Orderu Nilu – Egipt, 1958[1]
- Wielki Łańcuch Orderu Sikatuny – Filipiny, 1962[2]
- Krzyż Wielki Orderu Odrodzenia Polski – Polska, 1963[3]